# Šutna, Krško
Šutna este o localitate din comuna Krško, Slovenia, cu o populație de 111 locuitori.